# Benquerencia
Benquerencia – gmina w Hiszpanii, w prowincji Cáceres, w Estramadurze, o powierzchni 13,31 km². W 2011 roku gmina liczyła 86 mieszkańców.